# 五諸侯增五
后髮座24，又名BD+19 2584，HD 109510、SAO 100159、HR 4791，是后髮座的一颗恒星，视星等为6.56，位于銀經278.83，銀緯80.48，其B1900.0坐标为赤經12h 30m 5.3s，赤緯+18° 80.48′ 40″。